# Arrelles
Arrelles är en kommun i departementet Aube i regionen Grand Est (tidigare regionen Champagne-Ardenne) i nordöstra Frankrike. Kommunen ligger  i kantonen Les Riceys som ligger i arrondissementet Troyes. År 2022 hade Arrelles 88 invånare.

## Befolkningsutveckling
Antalet invånare i kommunen Arrelles
Referens: INSEE